# Lago Bock
El lago Bock (en alemán Bocksee) es un lago que se encuentra en el distrito alemán de Rendsburgo-Eckernförde, en el estado federado de Schleswig-Holstein al norte de la localidad de Langwedel. El lago ocupa aproximadamente 2 ha.